# Fundação de São Paulo
A Fundação de São Paulo é um óleo sobre tela de Oscar Pereira da Silva com medidas de 185 x 340 cm. A pintura faz parte do acervo do Museu Paulista desde 1929 e retrata uma cena idealizada sobre a fundação da capital paulista pelos padres Manuel da Nóbrega, Manuel Paiva e Anchieta.
O projeto foi iniciado em 1903, mas a obra só foi concluída em 1907, mesmo ano em que foi exposta pela primeira vez. O pintor optou por retratar o momento da fundação da cidade de São Paulo porque o estado vivia, naquele início do século XX, uma extrema exaltação da história paulistana como essencial para o desenvolvimento nacional. Além disso, São Paulo vivia um grande crescimento econômico em razão da exportação do café, dando mais oportunidades no campo artístico.
O objetivo de Pereira da Silva era vender a obra para o estado, o que foi feito em 1910. Hoje, ela está na sala "Imaginar o Início", na exposição “Imagens Recriam a História” do Museu Paulista.

## Descrição do quadro
Na tela se vê representada um evento religioso do qual participam um grupo de padres e diversos índios. Eles se encontram em uma espécie de clareira elevada em relação aos demais planos da pintura. O local é a Vila de Piratininga, nome original para onde foi iniciada a edificação da cidade de São Paulo, próxima ao Rio Tamanduateí (no terceiro plano no canto esquerdo da tela), que corta a região leste da cidade de São Paulo, próximo à área metropolitana.
O grupo católico, que se encontra no centro do quadro, é composto pelos padres Manuel da Nóbrega (figura central), Manuel Paiva e Anchieta e eles benzem os índios e o local onde se dá a construção de uma igreja de mateira e folhas de bananeira (terceiro plano à direita). Eles vestem trajes brancos e carregam uma bíblia e demais objetos da sacristia. O principal, Manuel da Nóbrega, está de pé e usa uma estola dourada. É ele quem comanda a missa. Acompanhando os padres, na pintura encontram-se dois bispos de preto, um deles segura uma cruz e o outro abençoa uma criança indígena. Atrás do grupo, no terceiro plano e na região direita da tela, há ainda um altar com velas e uma cruz alta. e a construção de uma igreja de madeira e folhas de bananeira.
Os índios, por sua vez, dispersos ao redor do grupo, usam vestes e adornos típicos do grupo e carregam consigo lanças ou arco e fechas, mesmo que nenhuma das armas esteja apontada em direção aos europeus. A grande maioria deles está ajoelhada ou sentada assistindo aos padres. Poucos estão de pé. Entre o grupo de índios há um líder, que se encontra de pé na parte central e esquerda do quadro. Além daqueles que já estão no local do evento, outros dois índios caminham em direção a clareira.

## Contexto

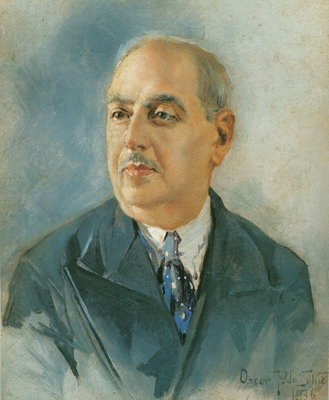
Oscar Pereira da Silva - 1936 - Auto-retrato

Na virada do século XIX para o século XX, São Paulo vivia uma época economicamente favorecida pelo cultivo do café para exportação em razão do declínio da produtividade nas fazendas do Vale do Paraíba. A produção no Oeste Paulista ganhou força e São Paulo foi nomeada a segunda maior cidade do País. Devido a ascensão econômica dos paulistanos, um dos campos que também cresceu foi o artístico, refletindo no crescente número de exposições. Pensando nas oportunidades de reconhecimento na cidade, Oscar Pereira da Silva, artista formado pela Academia Imperial de Belas Artes, deixou o Rio de Janeiro, onde fez sua última exposição depois de voltar dos estudos em Paris, para lecionar no colégio Liceu de Artes e Ofícios na capital paulista. Em São Paulo, Oscar começou a ser notado pelos jornais, ganhou espaço em exposições e, então, passou a realizar obras por encomenda de órgãos públicos, instituições privadas e pessoas físicas. Ele teve duas obras compradas e expostas no Museu Paulista -- Desembarque de Pedro Àlvares de Cabral em Porto Seguro em 1500 e Guerreiro Carajá, preparando o terreno para a grande obra que seria a Fundação de São Paulo.
O pintor optou por retratar esse momento da história pois, aliado ao crescimento econômico e cultural da cidade, estava em voga um movimento de exaltação do valor dos paulistas em relação ao restante do País. Algumas instituições, como o Instituto Histórico e Geográfico Brasileiro (IHGB), foram fundadas com o objetivo de construir uma identidade local que colocasse seu povo como um dos principais agentes responsáveis pelo sucesso da nação, como um todo. Os pesquisadores procuravam heróis em comum na história do País e do estado para reviver a influência de seu povo na história nacional. Tendo em vista esse movimento e a vontade de se consagrar como pintor da história paulista para ganhar reconhecimento na arte, Oscar Pereira da Silva entendeu que era necessário consagrar São Paulo, como fez em Desembarque de Pedro Àlvares de Cabral em Porto Seguro em 1500, adequando-se aos aos ideais pictóricos, históricos e políticos da época. Dessa forma, ele escolheu o momento embrionário da capital para consagrar e usou os jesuítas como os personagens da história paulista que se tornaram heróis nacionais para dar tom à importância dos paulistas.
Um relato de Wenceslau de Queiroz para a Revista Panóplica em 1917, no entanto, mostra outras motivações para o fluminense se estabelecer em São Paulo. Segundo ele, depois de voltar de sua viagem de cinco anos por Paris, depois de vencer o concurso Prêmio de Viagem ao Exterior, promovido pela academia onde estudava, em 1895, Pereira da Silva encontrou muitos de seus censores ocupando cargos elevados na instituição, o que poderia prejudicar o avanço de sua carreira. Mesmo que o Rio de Janeiro ainda mantivesse o título de capital artística, o pintor decidiu tentar a sorte na capital financeira.
O evento em questão foi inspirado em uma missa rezada em 25 de janeiro de 1554 para benzer o local destinado à construção da nova igreja e os índios ali presentes. O projeto da obra foi iniciado em 1903, mas foi exposta, pela primeira vez, entre 15 de dezembro de 1907 e o início de 1908 no salão nobre do restaurante Progedior, na rua Quinze de Novembro, no centro da capital paulista.

## Análise
Como na época a elite paulista buscava resgatar os heróis nacionais que tiveram parte na história paulista, Oscar Pereira da Silva buscou dar destaque, na pintura, aos jesuítas europeus. Portanto, há uma hierarquia na posição que cada personagem ocupa no quadro. A missa e os padres estão no local mais elevado, embora a tipografia local indique o mesmo, e ganham maior destaque por uma série de elementos da pintura. Eles ocupam o centro da tela, para onde o olhar do espectador é atraído, o centro dos quadrantes. Além disso, o caminho de terra e o vazio da clareira até eles é outro elemento que chama atenção aos padres. A luz também se mostra mais incidente no grupo em comparação ao grande grupo de índios ao redor. Já os índios perdem destaque devido a grande quantidade deles e por estarem próximos as sombras das árvores e os limites da clareira. O instituto tinha vínculos com a Igreja Católica. Alguns dos intelectuais a eles filiados acreditavam que um dos principais métodos de integração do índio à civilização era por meio da catequese. Apesar de um judeu, João Ramalho, ter assinado a fundação de São Paulo, Oscar não deixou de o representar como coadjuvante do evento.
A atitude pacífica dos índios é outro elemento importante para o contexto em que a Fundação de São Paulo foi pintada. Na tela, os índios se encontram sentados, curvados ou ajoelhados, indicando uma atitude de passividade em relação a ação dos europeus, que, por sua vez, estão eretos e são os sujeitos do acontecimento. Tudo indica que os índios estão submissos e, ainda assim, aceitando a dominação por via da religião. O fato de alguns índios estarem a caminho da cerimônia de benzimento reitera o interesse do grupo no evento puramente religioso. Além disso, apesar de a maioria dos indígenas estar com alguma arma, nenhum a aponta para os europeus em objeção ao benzimento.
Ainda sobre os índios, no início do século, houve um debate assíduo sobre a tribo indígena a que pertenciam os primeiros moradores de São Paulo, os Kaingangs ou os Guaianás. Os primeiros eram descritos como mais violentos e objetos a dominação européia, enquanto os outros eram mais mansos e tinham vestimentas próprias. Conhecido desse debate, o pintor optou por desenhar índios mais semelhantes aos Guaianás, mas ainda assim viris -- para mostrar que até os índios paulistas eram melhores--, já que suas características eram mais bem vistas pelos pesquisadores do Instituto Histórico e Geográfico Brasileiro e para a história do estado. Afinal, o contato entre europeus e nativos precisava ser valorizado como positivo naquele momento em que muitos imigrantes vieram para o Brasil para trabalhar nas fazendas cafeicultoras.
A natureza, no quadro, reforça que aquele momento dava inicio a edificação da cidade, pois apenas a região da missa mostra-se desmatada, onde começava a construção de uma igreja, onde hoje é o Pátio do Colégio.O resto da paisagem retratada encontra-se intacta próxima ao rio e mais distante do evento.
A Fundação de São Paulo é inspirada em dois quadros que aludem momentos de fundação e dominação: Primeira missa no Brasil, de Victor Meirelles e Primière messe em Kabylie, de Horace Vernet. Nos três há um grupo religioso ao centro da tela, diferenças de iluminação e hierarquia entre os grupos e todos envolvem um cruz.

## Recepção
Oscar foi assertivo ao escolher essa missa para retratar a fundação da cidade, pois não há nenhum documento ou depoimento a ser comparado, ao contrário da obra de Victor Meirelles que tem a Carta de Caminha como testemunho. Portanto a obra foi tida como documento e, desde então, é debatida em conferências e artigos que buscam um diálogo intelectual com o imaginado na tela.
Além disso, a imagem foi reproduzida em objetos como vitrais, selos, cartões telefônicos, porcelanas, bandeijas, postais, etc, contribuindo a difusão do conteúdo na tela como verdade.

### Compra pelo Estado
Oscar Pereira da Silva concebeu Fundação de São Paulo com a intenção de que a tela fosse comprada pelo estado, embora não tenha sido feita por encomenda como muitas que retratam o imaginário histórico nacional por meio de símbolos que destacam as instituições religiosas portuguesas. Assim, depois de concluída em 1907, o pintor organizou uma exposição da obra junto com outros trabalhos dele no Progedior, luxuoso restaurante da capital na rua Quinze de Novembro, próxima ao Pátio do Colégio, onde o ato retratado na tela aconteceu. A exposição teve início em 14 de dezembro de 1907 e foi bem recebida pelos veículos da imprensa, que começaram a fazer campanha para que o estado a comprasse. A revista A Vida Moderna, inclusive, reproduziu uma imagem do quadro. Na época, jornais como o Correio Paulistano defendiam que o governo trouxesse a obra para exposição na Pinacoteca de São Paulo.
Como o estado não demonstrou interesse imediato na pintura de Oscar Pereira da Silva e muitas pessoas ainda queriam ver a exposição, o pintor postergou o encerramento do evento, marcado para 31 de dezembro de 1907, para o início de 1908. Em especial, Oscar contava com a presença do Presidente do Estado na época, Jorge Tibiriçá, para prestigiar a obra e avaliar a possibilidade de o estado a comprar. Não há notícias que comprovem a presença do presidente no restaurante, mas pesquisadores apontam que Tibiriçá divergia com alguns símbolos impressos na obra, já que teve, durante sua governança, embates ambos com a Igreja Católica, pelo espaço do Convento de São Bento, e com os índios na disputa por terras.
Depois de acabado o mandato de Jorge Tibiriçá, Oscar Pereira da Silva apresentou um memorial em que propunha a venda da Fundação de São Paulo ao Congresso do Estado. Em requerimento publicado no jornal Estado de S. Paulo, o pintor justificou o valor da obra pela sua relevância histórica e dos personagens retratados. No texto ele dizia que ter a pintura nos museus do estado era uma estratégia, já que não havia objetos de estudo suficientes sobre o marco. Mesmo depois de apresentar o memorial, as negociações não foram levadas adiante e, em agosto de 1909, Oscar Pereira da Silva deu início a uma nova exposição com enfoque religioso no Palácio Espicopal, na Rua do Carmo. Novamente os jornais foram em defesa do pintor, alegando em artigos que a obra deveria ilustrar as paredes dos museus estatais.

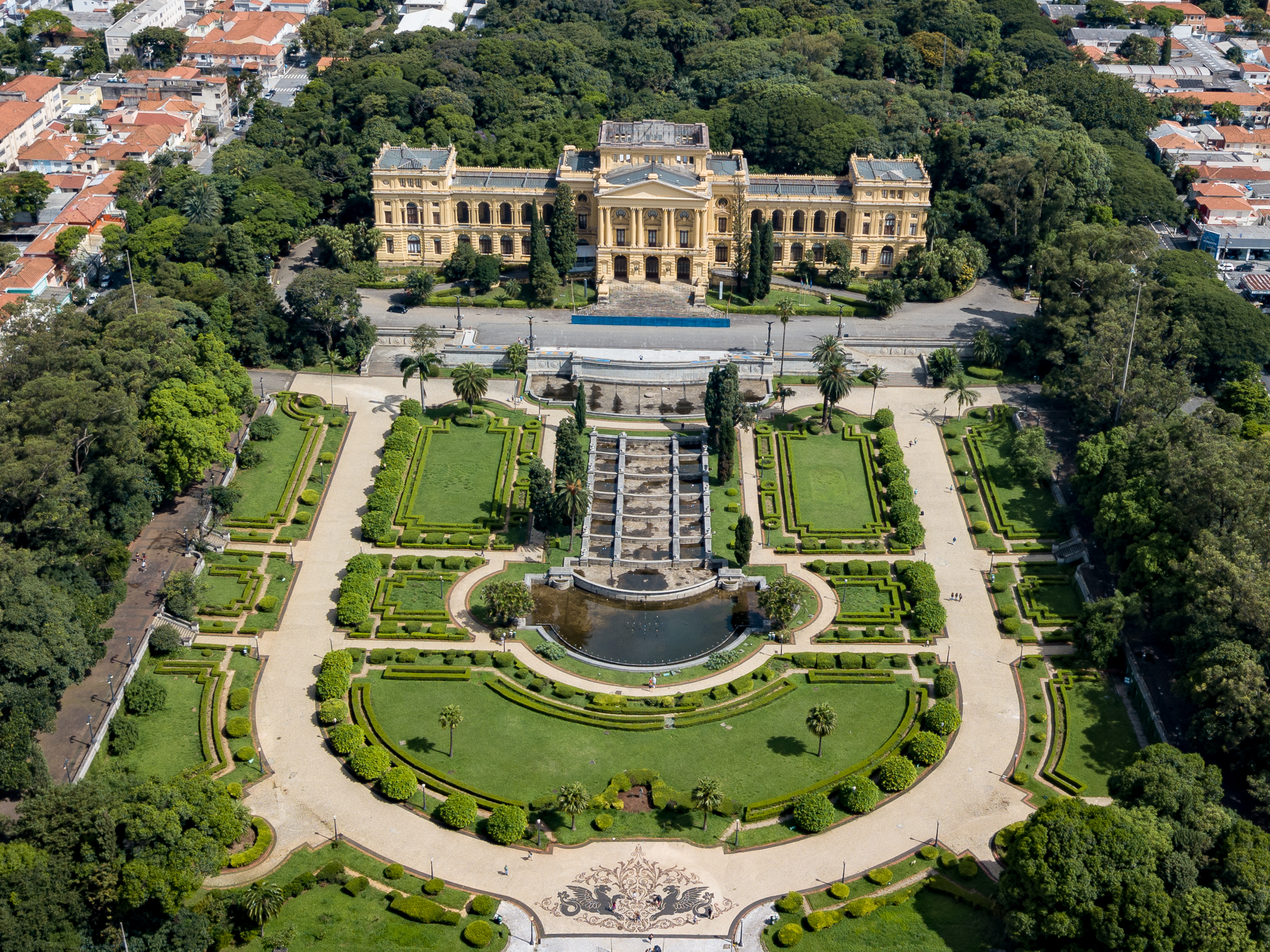
Vista aérea do Museu do Ipiranga

Por fim, em outubro de 1909, o pintor recebeu, em seu ateliê, o então Secretário do Interior, Carlos Guimarães e a petição de Pereira da Silva começou a ser discutida em 5 de outubro na Câmara dos Deputados. No mesmo dia, Oscar Pereira da Silva se tornou membro efetivo do Instituto Histórico e Geográfico de São Paulo. No entanto, foi só em 23 de novembro de 1909 que a Câmara dos Deputados deu um parecer favorável a compra da obra pelo valor estimado de 8:000$000 réis. Em 1910, a Fundação de São Paulo foi instalada na Pinacoteca do Estado de São Paulo e houve um debate sobre qual era o melhor local em que o quadro deveria ser exposto -- se na Pinacoteca mesmo ou no Museu Paulista --, pois a Pinacoteca buscava quadros por sua composição artística em detrimento do conteúdo histórico, ao contrário do que ocorria no Museu Paulista. Mas foi só em 1929 que a Fundação de São Paulo foi transferida para o Museu Paulista.